# Välijärvi (sjö i Kaavi, Norra Savolax)
Välijärvi är en sjö i kommunen Kaavi i landskapet Norra Savolax i Finland. Sjön ligger 117,4 meter över havet. Den är 7,62 meter djup. Arean är 77 hektar och strandlinjen är 9,97 kilometer lång. Sjön  ingår i Vuoksens huvudavrinningsområde.   Den ligger omkring 59 kilometer öster om Kuopio och omkring 370 kilometer nordöst om Helsingfors. 
I sjön finns ön Kuikkasaari. Välijärvi ligger nordöst om Sivakkajärvi. 